# Лузино (станция, Омский район)
Лу́зино — станция (населённый пункт) в Омском районе Омской области России. Входит в состав Лузинского сельского поселения.
Население 52 чел. (2010) .

## География
Лузино находится в лесостепной полосе Ишимской равнины, относящейся к Западно-Сибирской равнине, фактически слившись с крупным селом Лузино.

## История
Осенью 1919 года, когда началась операция по освобождению Омска от белогвардейцев, село и разъезд, в силу своего расположения на железной дороге, оказались в полосе боевых действий и движения 27-й стрелковой дивизии Красной Армии.
В 1928 г. разъезд Лузино состоял из 24 хозяйств, основное население — русские. В составе Ребровского сельсовета Любинского района Омского округа Сибирского края.
В соответствии с Законом Омской области от 30 июля 2004 года № 548-ОЗ «О границах и статусе муниципальных образований Омской области» населённый пункт вошёл в состав образованного муниципального образования «Лузинское сельское поселение».

## Население
| 2006 | 2010 |
| ---- | ---- |
| 70   | ↘52  |

Гендерный состав
По данным Всероссийской переписи населения 2010 года в гендерной структуре населения из 52 человек мужчин — 27, женщин — 25	(51,9 и 48,1 % соответственно)
Национальный состав
В 1928 г. основное население — русские.
Согласно результатам переписи 2002 года, в национальной структуре населения русские составляли 86 % от общей численности населения в 51 чел..

## Инфраструктура
Путевое хозяйство, железнодорожная станция Лузино.

## Транспорт
Автомобильный и железнодорожный транспорт.
Вблизи проходит трасса федеральной автодороги автомагистрали М-51 «Челябинск—Новосибирск».